# Gyalidea psammoica
Gyalidea psammoica är en lavart som först beskrevs av William Nylander och som fick sitt nu gällande namn av Georg Lettau och Antonín Vězda. 
Gyalidea psammoica ingår i släktet Gyalidea och familjen Gomphillaceae.   Inga underarter finns listade i Catalogue of Life.